# Выборы генерального секретаря ООН (2016)
Выборы Генерального секретаря ООН проходили в 2016 году в связи с истечением 31 декабря 2016 года второго срока полномочий Пан Ги Муна, занимавшего этот пост с 1 января 2007 года и переизбранного на второй срок, начавшийся 1 января 2012 года. 5 октября 2016 года на эту должность был избран Антониу Гутерриш.

## Политический контекст
Согласно статье 97 Устава ООН, «Генеральный секретарь назначается Генеральной Ассамблеей по рекомендации Совета Безопасности». Таким образом, для избрания Генерального секретаря Совет Безопасности должен прийти к консенсусу, при этом любой из пяти постоянных членов Совета безопасности имеет право наложить вето на неприемлемую для него кандидатуру. В 1946 году Генеральная Ассамблея ООН приняла резолюцию о том, что «желательно, чтобы Совет безопасности предлагал на рассмотрение Генеральной Ассамблеи только одного кандидата, во избежание прений по этому вопросу в рамках Генеральной Ассамблеи».
Практика, сложившаяся за 70 лет деятельности ООН, заключается в том, что представители стран — пяти постоянных членов Совета Безопасности (Китая, Франции, СССР/России, Великобритании и США) не выдвигаются на пост Генерального секретаря, во избежание чрезмерной концентрации власти в рамках Организации Объединённых Наций. За всё время существования ООН пост Генерального секретаря никогда не занимали женщины, а также представители стран Восточной Европы. В 2016 году среди претендентов на пост Генерального секретаря был ряд женщин, в том числе представительниц Восточной Европы.
Некоторые эксперты высказывали предположение, что из-за напряжённости между Россией и западными постоянными членами Совбеза в связи с конфликтом на Украине шансы восточноевропейских кандидатов снижаются, и, соответственно, возрастали шансы быть избранными у представителей западных стран, включая латиноамериканские.

## Кандидаты
| Официальные кандидаты | Официальные кандидаты | Официальные кандидаты | Официальные кандидаты           | Официальные кандидаты | Официальные кандидаты                                | Официальные кандидаты              |
| Фото                  | Кандидат              | Опыт политической деятельности | Страна, выдвинувшая кандидатуру | Дата выдвижения       | Региональная группа                                  | Одобрение                          |
| --------------------- | --------------------- | --- | ------------------------------- | --------------------- | ---------------------------------------------------- | ---------------------------------- |
|                       | Ирина Бокова          | Исполняющая обязанности министра иностранных дел Болгарии (1996–1997) Генеральный директор ЮНЕСКО (2009-2017)                                                                               | Болгария                        | 11 февраля 2016       | Восточно-европейская группа (EEG)                    |                                    |
|                       | Кристалина Георгиева  | Еврокомиссар по финансовому планированию и бюджету (2014–2016) Еврокомиссар по гуманитарной помощи и защите гражданских прав (2010-2014)                                                    | Болгария                        | 28 сентября 2016      | Восточно-европейская группа (EEG)                    |                                    |
|                       | Хелен Кларк           | Премьер-министр Новой Зеландии (1999–2008) Администратор Программы развития ООН (2009–настоящее время)                                                                                      | Новая Зеландия                  | 5 апреля 2016         | Западно-европейская и другие группы (WEOG)           |                                    |
|                       | Наталья Герман        | Министр иностранных дел и европейской интеграции Молдовы (2013–2016) Исполняющая обязанности премьер-министра Молдовы (2015)                                                                | Молдова                         | 19 февраля 2016       | Восточно-европейская группа (EEG)                    |                                    |
|                       | Антониу Гутерреш      | Премьер-министр Португалии (1995–2002) Верховный комиссар ООН по делам беженцев (2005–2015)                                                                                                 | Португалия                      | 29 февраля 2016       | Западно-европейская и другие группы (WEOG)           | Ангола · Восточный Тимор · Франция |
|                       | Вук Еремич            | Министр иностранных дел Сербии (2007–2012) Председатель Генеральной Ассамблеи ООН (2012–2013)                                                                                               | Сербия                          | 12 апреля 2016        | Восточно-европейская группа (EEG)                    |                                    |
|                       | Срджан Керим          | Министр иностранных дел Республики Македонии (2000–2001) Председатель Генеральной Ассамблеи ООН (2007–2008)                                                                                 | Северная Македония              | 30 декабря 2015       | Восточно-европейская группа (EEG)                    |                                    |
|                       | Мирослав Лайчак       | Верховный представитель по Боснии и Герцеговине (2007–2009) Министр иностранных дел Словакии (2009–2010; 2012–2020)                                                                         | Словакия                        | 25 мая 2016           | Восточно-европейская группа (EEG)                    |                                    |
|                       | Сусана Малькорра      | Заместитель генерального секретаря ООН по поддержке полевых миссий (2008–2012) Руководитель канцелярии Генерального секретаря ООН (2012–2015) Министр иностранных дел Аргентины (2015–2017) | Аргентина                       | 23 мая 2016           | Группа латиноамериканских и карибских стран (GRULAC) |                                    |
|                       | Данило Тюрк           | Представитель Словении в ООН (1991–2000) Помощник Генерального Секретаря ООН по политическим вопросам (2000–2005) Президент Словении (2007–2012)                                            | Словения                        | 9 февраля 2016        | Восточно-европейская группа (EEG)                    |                                    |

## Выбывшие кандидаты
| Выбывшие кандидаты | Выбывшие кандидаты | Выбывшие кандидаты                                                                    | Выбывшие кандидаты              | Выбывшие кандидаты | Выбывшие кандидаты | Выбывшие кандидаты                                   |
| Фото               | Кандидат           | Опыт политической деятельности                                                        | Страна, выдвинувшая кандидатуру | Дата выдвижения    | Снятие кандидатуры | Региональная группа                                  |
| ------------------ | ------------------ | ------------------------------------------------------------------------------------- | ------------------------------- | ------------------ | ------------------ | ---------------------------------------------------- |
|                    | Весна Пусич        | Министр иностранных и европейских дел Хорватии (2011–2016)                            | Хорватия                        | 14 января 2016     | 4 августа 2016     | Восточно-европейская группа (EEG)                    |
|                    | Игор Лукшич        | Премьер-министр Черногории (2010–2012) Министр иностранных дел Черногории (2012–2016) | Черногория                      | 15 января 2016     | 23 августа 2016    | Восточно-европейская группа (EEG)                    |
|                    | Кристиана Фигерес  | Исполнительный секретарь рамочной конвенции ООН об изменении климата (2010–2016)      | Коста-Рика                      | 7 июля 2016        | 12 сентября 2016   | Группа латиноамериканских и карибских стран (GRULAC) |

## Результаты опросов членов Совбеза
С целью выработки консенсуса по кандидатуре генерального секретаря Совет Безопасности ООН провёл ряд закрытых опросов представителей стран, входящих в его состав. Первый опрос прошёл 21 июля 2016 года; представителей стран Совета Безопасности просили выразить своё отношение к каждой кандидатуре одним из трёх вариантов — «за», «против», «воздержался» (в таблице соответственно — «З», «П», «В»). Второй аналогичный опрос был проведён 5 августа 2016 года, третий — 29 августа 2016 года.
По сообщению газеты The Independent 30 августа 2016 года, несмотря на явное лидерство Гутерреша, против его кандидатуры выступает Россия, обладающая правом вето в ООН.
Четвёртый опрос был проведён 9 сентября 2016 года; предполагалось, что при его проведении бюллетени будут выделены цветом для отождествления бюллетеней представителей стран — постоянных членов Совета Безопасности, обладающих правом вето, но позже введение выделенных цветом бюллетеней было отложено до шестого запланированного опроса. Пятый опрос прошёл 26 сентября 2016 года. Окончательные итоги выборов приведены в таблице.
| Кандидат             | 21 июля                    | 21 июля                    | 21 июля                    | 5 августа                  | 5 августа                  | 5 августа                  | 29 августа                 | 29 августа                 | 29 августа                 | 9 сентября                 | 9 сентября                 | 9 сентября                 | 26 сентября                | 26 сентября                | 26 сентября                | 5 октября         | 5 октября         | 5 октября         |
| Кандидат             | З                          | П                          | В                          | З                          | П                          | В.                         | З                          | П                          | В                          | З                          | П                          | В                          | З                          | П                          | В                          | З                 | П                 | В                 |
| -------------------- | -------------------------- | -------------------------- | -------------------------- | -------------------------- | -------------------------- | -------------------------- | -------------------------- | -------------------------- | -------------------------- | -------------------------- | -------------------------- | -------------------------- | -------------------------- | -------------------------- | -------------------------- | ----------------- | ----------------- | ----------------- |
| Ирина Бокова         | 9                          | 4                          | 2                          | 7                          | 7                          | 1                          | 7                          | 5                          | 3                          | 7                          | 5                          | 3                          | 6                          | 7                          | 2                          | 7                 | 7                 | 1                 |
| Кристалина Георгиева | Голосование не проводилось | Голосование не проводилось | Голосование не проводилось | Голосование не проводилось | Голосование не проводилось | Голосование не проводилось | Голосование не проводилось | Голосование не проводилось | Голосование не проводилось | Голосование не проводилось | Голосование не проводилось | Голосование не проводилось | Голосование не проводилось | Голосование не проводилось | Голосование не проводилось | 5                 | 8                 | 2                 |
| Хелен Кларк          | 8                          | 5                          | 2                          | 6                          | 8                          | 1                          | 6                          | 8                          | 1                          | 6                          | 7                          | 2                          | 6                          | 9                          | 0                          | 6                 | 8                 | 1                 |
| Кристиана Фигерес    | 5                          | 5                          | 5                          | 5                          | 8                          | 2                          | 2                          | 12                         | 1                          | 5                          | 10                         | 0                          | Кандидатура снята          | Кандидатура снята          | Кандидатура снята          | Кандидатура снята | Кандидатура снята | Кандидатура снята |
| Наталья Герман       | 4                          | 4                          | 7                          | 3                          | 10                         | 2                          | 2                          | 12                         | 1                          | 3                          | 11                         | 1                          | 3                          | 11                         | 1                          | 3                 | 11                | 1                 |
| Антониу Гутерреш     | 12                         | 0                          | 3                          | 11                         | 2                          | 2                          | 11                         | 3                          | 1                          | 12                         | 2                          | 1                          | 12                         | 2                          | 1                          | 13                | 0                 | 2                 |
| Вук Еремич           | 9                          | 5                          | 1                          | 8                          | 4                          | 3                          | 7                          | 5                          | 3                          | 9                          | 4                          | 2                          | 8                          | 6                          | 1                          | 7                 | 6                 | 2                 |
| Срджан Керим         | 9                          | 5                          | 1                          | 6                          | 7                          | 2                          | 6                          | 7                          | 2                          | 8                          | 7                          | 0                          | 6                          | 9                          | 0                          | 5                 | 9                 | 1                 |
| Мирослав Лайчак      | 7                          | 3                          | 5                          | 2                          | 6                          | 7                          | 9                          | 5                          | 1                          | 10                         | 4                          | 1                          | 8                          | 7                          | 0                          | 7                 | 6                 | 2                 |
| Игор Лукшич          | 3                          | 7                          | 5                          | 2                          | 9                          | 4                          | Кандидатура снята          | Кандидатура снята          | Кандидатура снята          | Кандидатура снята          | Кандидатура снята          | Кандидатура снята          | Кандидатура снята          | Кандидатура снята          | Кандидатура снята          | Кандидатура снята | Кандидатура снята | Кандидатура снята |
| Сусана Малькорра     | 7                          | 4                          | 4                          | 8                          | 6                          | 1                          | 7                          | 7                          | 1                          | 7                          | 7                          | 1                          | 7                          | 7                          | 1                          | 5                 | 7                 | 3                 |
| Весна Пусич          | 2                          | 11                         | 2                          | Кандидатура снята          | Кандидатура снята          | Кандидатура снята          | Кандидатура снята          | Кандидатура снята          | Кандидатура снята          | Кандидатура снята          | Кандидатура снята          | Кандидатура снята          | Кандидатура снята          | Кандидатура снята          | Кандидатура снята          | Кандидатура снята | Кандидатура снята | Кандидатура снята |
| Данило Тюрк          | 11                         | 2                          | 2                          | 7                          | 5                          | 3                          | 5                          | 6                          | 4                          | 7                          | 6                          | 2                          | 7                          | 7                          | 1                          | 5                 | 8                 | 2                 |

|  | Кандидаты, получившие хотя бы один голос «за» от постоянных членов Совета Безопасности      |
|  | Кандидаты, получившие хотя бы один голос «против» от постоянных членов Совета Безопасности  |
|  | Кандидаты, по кандидатурам которых воздержались все 5 постоянных членов Совета Безопасности |